# NGC 6302
Az NGC 6302 (más néven Caldwell 69) egy planetáris köd az Scorpius (Skorpió) csillagképben.

## Felfedezése
A ködöt Edward Barnard csillagász fedezte fel 1880-ban.

## Tudományos adatok
Az NGC 6302-t a Hubble űrtávcső vizsgálta és készített róla képeket 2004-ben. A ködösséget egy láthatatlan csillag ionizálja és teszi láthatóvá. A csillag külső rétegeiből nagy sebességgel kiáramló hidrogén és nitrogén gáz szárnyformákat alkot a térben. A szárnyak találkozási pontjánál fekvő sötét gáz- és porgyűrű (tórusz) rejti a haldokló csillagot. Érdekessége, hogy ez a csillag körüli gáz- és porgyűrű egy síkba rendeződve helyezkedik el, ellentétben más planetáris ködökkel, hiszen általában gömbformát alkot a csillag körül. A különböző távolságban lévő áramlások úgy néznek ki, mintha különböző irányokba haladnának. Sokan magyarázzák a csillag saját forgásával, vagy egy esetleges társcsillag gravitációjának hatásával, mely a kölcsönös körpálya mentén tereli a kilövődő anyagot. Következő lehetőségként felmerül az is, hogy a csillag a vörös óriás fázis elérése közben elnyelt egy nagy méretű szilárd bolygót. Az összeolvadás hatására lendületmegmaradás értelmében a bolygó forgási energiája a csillagéhoz adódhatott, és ennek hatására több százszorosára nőtt a forgási sebesség, így az anyag egy síkban lökődött ki. Másik érdekessége a csillagnak, hogy a felszínén uralkodó 250 ezer Celsius-fok ellenére egy brit kutatócsoport jégkristályok jelenlétére utaló nyomokat talált. Eddig csak a két nagyságrenddel alacsonyabb hőmérsékletű- égitestek esetén figyeltek meg hasonlót. A jégkristályok porszemekre fagyott vízjégkristályokból állnak, melyet a felfúvódás első szakaszában lökött le magáról. A csillagászok szerint az, hogy a csillag felszíni hőmérséklete a Napunkénál ötvenszer nagyobb, egyértelműen a csillag haldoklásának a jele. A hidrogén elvesztésével egyre közelebb kerül a fehér törpe állapothoz.
A köd 35,7 km/s sebességgel közeledik felénk.

## Megfigyelési lehetőség
Magyarországról nem látható, de tőle kissé délre, az északi szélesség 42°-tól az év bizonyos időszakaiban megfigyelhető.